# Molophilus aciferus
Molophilus aciferus är en tvåvingeart som beskrevs av Alexander 1927. Molophilus aciferus ingår i släktet Molophilus och familjen småharkrankar. Inga underarter finns listade i Catalogue of Life.